# Trigny
Trigny ist eine französische Gemeinde mit 613 Einwohnern (Stand: 1. Januar 2022) im Département Marne in der Region Grand Est (vor 2016 Champagne-Ardenne). Die Gemeinde gehört zum Arrondissement Reims und zum Kanton Fismes-Montagne de Reims. Die Einwohner werden Trignaçiens genannt.

## Geographie
Trigny liegt etwa zwölf Kilometer westnordwestlich des Stadtzentrums von Reims an der Vesle, der die Gemeinde im Süden begrenzt. Umgeben wird Trigny von den Nachbargemeinden Hermonville im Norden, Chenay im Osten und Nordosten, Châlons-sur-Vesle im Osten und Südosten, Muizon im Süden, Prouilly im Westen sowie Pévy im Nordwesten.

## Bevölkerungsentwicklung
| Jahr                       | 1962 | 1968 | 1975 | 1982 | 1990 | 1999 | 2006 | 2018 |
| Einwohner                  | 455  | 494  | 460  | 502  | 545  | 527  | 537  | 541  |
| Quellen: Cassini und INSEE |      |      |      |      |      |      |      |      |

## Sehenswürdigkeiten

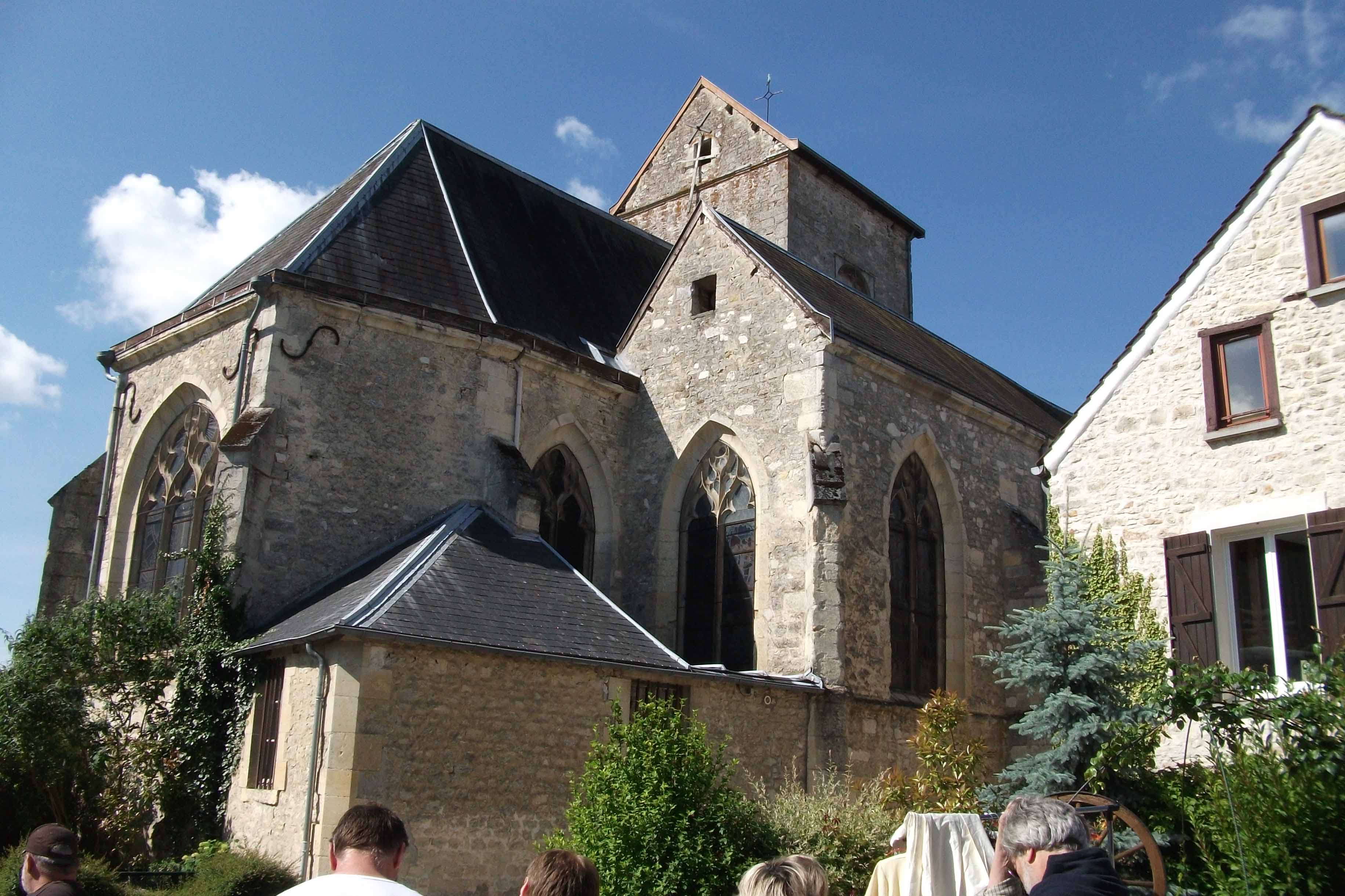
Kirche Saint-Théodulphe

- Kirche Saint-Théodulphe mit dem früheren Pfarrhaus

## Persönlichkeiten
- Maurice Landrieux (1857–1926), Bischof von Dijon